# Culicoides variatus
Culicoides variatus är en tvåvingeart som beskrevs av Liu, Ge och Liu 1996. Culicoides variatus ingår i släktet Culicoides och familjen svidknott.
Artens utbredningsområde är Hainan (Kina). Inga underarter finns listade i Catalogue of Life.